# Saison 2009 des Yankees de New York
La Saison 2009 des Yankees de New York est la 109e saison en ligue majeure pour cette franchise. Dans leur nouveau stade, les Yankees remportent leur 27e titre.

## Inter-saison

### Arrivées

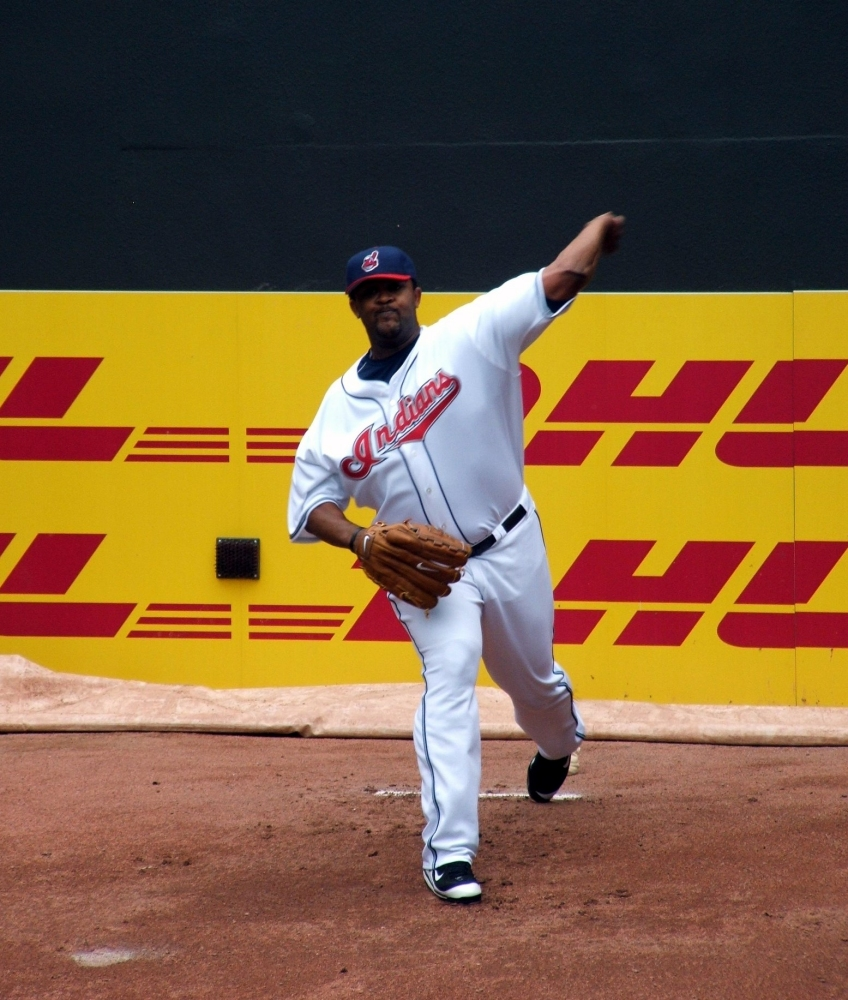
Sabathia passe des Indians aux Yankees.

- C.C. Sabathia, en provenance des Indians de Cleveland.
- A. J. Burnett, en provenance des Blue Jays de Toronto.
- Mark Teixeira, en provenance des Angels d'Anaheim.
- Nick Swisher, en provenance des White Sox de Chicago.

### Départs
- Carl Pavano, chez les Indians de Cleveland.
- Chris Britton, chez les Padres de San Diego.
- Dan Giese, chez les Athletics d'Oakland.
- Sidney Ponson, chez les Royals de Kansas City.
- Wilson Betemit, chez les White Sox de Chicago.
- Bobby Abreu, chez les Angels d'Anaheim.
- Jason Giambi, chez les Athletics d'Oakland.
- Darrell Rasner, chez les Tohoku Rakuten Golden Eagles au Japon.
- Justin Christian, chez les Orioles de Baltimore.
- Chase Wright, chez les Brewers de Milwaukee.
- Mike Mussina, Retraite

### Grapefruit League
Basés au George M. Steinbrenner Field à Tampa en Floride, le programme des Yankees comprend 34 matches de pré-saison entre le 25 février et le 1er avril.
La phase de pré-saison s'achève les 3 et 4 février, à New York, avec deux matches de gala face aux Chicago Cubs dans la nouvelle enceinte du New Yankee Stadium.
En excluant la rencontre face à l'équipe des États-Unis (défaite 6-5), les Yankees affichent un bilan de pré-saison de 24 victoires pour 10 défaites et 1 nul, soit la meilleure performance sur 16 en Grapefruit League et la 2e sur 14 pour une franchise de la Ligue américaine.

## Saison régulière

### Classement
| Ligue américaine (Division Est) | V   | D  | %    | GB |
| ------------------------------- | --- | -- | ---- | -- |
| Yankees de New York             | 103 | 59 | .636 | -- |
| Red Sox de Boston               | 95  | 67 | .586 | 8  |
| Rays de Tampa Bay               | 84  | 78 | .519 | 19 |
| Blue Jays de Toronto            | 75  | 87 | .463 | 28 |
| Orioles de Baltimore            | 64  | 98 | .395 | 39 |

### Résultats

#### Avril
L'ouverture a lieu à Baltimore le 6 avril face aux Baltimore Orioles. Le premier match à domicile se tient le 16 avril face aux Indians de Cleveland dans la nouvelle enceinte du Yankee Stadium.

#### Juin
Le 1er juin, les Yankees signent un 18e match consécutif sans erreur ; c'est un record en Ligues majeures. Cette série record prend fin le lendemain sur une erreur de Jorge Posada.

## Séries éliminatoires

### Série de division
| # | Date       | Adversaire | Score      | Vic.            | Déf.           | Sauv.      | Affluence | Bilan |
| - | ---------- | ---------- | ---------- | --------------- | -------------- | ---------- | --------- | ----- |
| 1 | 7 octobre  | Twins      | 2 - 7      | Sabathia (1-0)  | Duensing (0-1) |            | 49 464    | 1-0   |
| 2 | 9 octobre  | Twins      | 3 - 4 (11) | Robertson (1-0) | Mijares (0-1)  |            | 50 006    | 2-0   |
| 3 | 11 octobre | @ Twins    | 4 - 1      | Pettitte (0-1)  | Pavano (0-1)   | Rivera (1) | 54 735    | 3-0   |

### Série de championnat
| # | Date       | Adversaire | Score                                       | Vic.                                        | Déf.                                        | Sauv.                                       | Affluence                                   | Bilan                                       |
| - | ---------- | ---------- | ------------------------------------------- | ------------------------------------------- | ------------------------------------------- | ------------------------------------------- | ------------------------------------------- | ------------------------------------------- |
| 1 | 16 octobre | Angels     | 4 - 1                                       | Sabathia (1-0)                              | Lackey (1-1)                                | Rivera (1)                                  | 49 688                                      | 1-0                                         |
| 2 | 17 octobre | Angels     | 4 - 3 (13)                                  | Robertson (1-0)                             | Santana (0-1)                               |                                             | 49 922                                      | 2-0                                         |
| 3 | 19 octobre | @ Angels   | 5 - 4 (11)                                  | Santana (1-0)                               | Aceves (0-1)                                |                                             | 44 911                                      | 2-1                                         |
| 4 | 20 octobre | @ Angels   | 10 - 1                                      | Sabathia (2-0)                              | Kazmir (0-1)                                |                                             | 45 160                                      | 3-1                                         |
| 5 | 22 octobre | @ Angels   | 6 - 7                                       | Jepsen (1-0)                                | Hughes (0-1)                                | Fuentes (1)                                 | 45 113                                      | 3-2                                         |
| - | 24 octobre | Angels     | match reporté (pluie) Reporté au 25 octobre | match reporté (pluie) Reporté au 25 octobre | match reporté (pluie) Reporté au 25 octobre | match reporté (pluie) Reporté au 25 octobre | match reporté (pluie) Reporté au 25 octobre | match reporté (pluie) Reporté au 25 octobre |
| 6 | 25 octobre | Angels     | 2 - 5                                       | Pettitte (1-0)                              | Saunders (0-1)                              | Rivera (2)                                  | 50 173                                      | 4-2                                         |

### Série mondiale
La Série mondiale 2009 se tient du 28 octobre au 4 novembre.
| # | Date         | Adversaire | Score | Vic.              | Déf.           | Sauv.      | Affluence | Bilan |
| - | ------------ | ---------- | ----- | ----------------- | -------------- | ---------- | --------- | ----- |
| 1 | 28 octobre   | Phillies   | 6 - 1 | Lee (1-0)         | Sabathia (0-1) |            | 50 207    | 0-1   |
| 2 | 29 octobre   | Phillies   | 1 - 3 | Burnett (1-0)     | Martínez (0-1) | Rivera (1) | 50 181    | 1-1   |
| 3 | 31 octobre   | @ Phillies | 8 - 5 | Pettitte (1-0)    | Hamels (0-1)   |            | 46 061    | 2-1   |
| 4 | 1er novembre | @ Phillies | 7 - 4 | Chamberlain (1-0) | Lidge (0-1)    | Rivera (2) | 46 145    | 3-1   |
| 5 | 2 novembre   | @ Phillies | 6 - 8 | Lee (2-0)         | Burnett (1-1)  | Madson (1) | 46 178    | 3-2   |
| 6 | 4 novembre   | Phillies   | 3 - 7 | Pettitte (2-0)    | Martínez (0-2) |            | 50 315    | 4-2   |

## Statistiques individuelles

### Séries éliminatoires

#### Lanceurs
- Source: « New York Yankees Pitching Stats »